# Center (Colorado)
Center è un centro abitato (town) degli Stati Uniti d'America, situato nella contea di Saguache dello Stato del Colorado. Nel censimento del 2000 la popolazione era di 2.392 abitanti.

## Geografia
Secondo i rilevamenti dell'United States Census Bureau, Center si estende su una superficie di 2,2 km².